# Aeroportul Gaua
Aeroportul Gaua (IATA: ZGU, ICAO: NVSQ) este un aeroport din Torba⁠(d), Vanuatu ce deservește zona Gaua⁠(d). A fost numit după zona deservită.
Situat la o altitudine de 28 m, aeroportul dispune de o singură pistă.